# Samira Negrouche
Samira Negrouche (Argel, 13 de septiembre de 1980) es una escritora y poeta francófona argelina. Es doctora en medicina. Trabaja y vive en Argelia.

## Biografía
Samira Negrouche es una autora reconocida internacionalmente, sobre todo por su poesía, pero también escribe textos en prosa, académicos y dramatúrgicos, entre otros. Realiza un importante trabajo de traducción de poesía contemporánea árbe y argelina y también de otros textos escritos originalmente en lenguas regionales o lenguas llamadas minoritarias, hacia el inglés y el francés.

Su espíritu inquieto la impulsa a trabajar en diversos campos, como en el video, el teatro, la danza, fotografía, y otras variadas expresiones de artes visuales.

Negrouche obtuvo una beca del Centro nacional del libro francés para realizar una residencia literaria entre 2004 y 2005. También fue invitada a la casa de Arthur Rimbaud en Charleville-Mézières.
En 2009 en Lyon, uno de sus presentaciones, intitulada Sin precaución… tuvo un gran suceso, la realizó junto a la reconocida cantante y música griega Angélica Ionatos.
Durante 2012, para la revista, ici è là lleva adelante un trabajo de edición de poesía francófona argelina contemporánea. Prepara también una compilación de poesía argelina contemporánea escrita en árabe, tamazig y francés, para la revista del Quebec, Exit.

La intelectual lleva una vida literaria muy activa, regularmente es invitada a participar de eventos literarios internacionales. en los cuales muy a menudo se involucra no solamente como simple participante, sino también como coordinadora o administradora.
Forma parte del comité internacional del festival "Voces del Mediterráneo" de Lodeve y es la secretaria general del PEN club de Argelia.
También creó CADMOS una asociación cultural comprometida con la preservación del patrimonio cultural del Mediterráneo.
Una parte de su poesía ya ha sido traducida el español y al italiano.

## Antologías y trabajos colectivos
- J’ai embrassé l’aube d’été, Villeurbanne : Editions La Passe du vent, 2004.
- L’Heure injuste !, Villeurbanne : Editions La Passe du vent, 2005.
- Départements et territoires d’outre-ciel, Villeurbanne : Editions La Passe du vent, 2006.
- Dans le privilège du soleil et du vent, Villeurbanne : Editions La Passe du vent, 2007.
- Pour Tous !, Villeurbanne : Editions La Passe du vent, 2009.
- Triangle : Poésies en traduction, Argel : Alpha, 2009.
- Samira Negrouche (ed.), Lignes d'horizons, Blida : Editions du Tell, 2010.
- Samira Negrouche (ed), Six arbres de fortune autour de ma baignoire", Editions Mazette, 2017
- Samira Negrouche (ed.), Quand l’amandier refleurira, Anthologie de poètes algériens contemporains, París : Editions de l’Amandier, 2012

## Traducciones de su obra
- "Il palo elettrico soltanto", traducción al italiano por Giovanni Dettori, en "Soliana", n°1, (Cagliari), nov. 2007. Revista de cultura, p. 21-25.
- Jazz degli ulivi, traducción al italiano por Annie Urselli, Alberobello, Italia : Poiesis Editrice, col. Diwan della poesia, 2011.
- A ciento ochenta grados, traducción al español y prefacio de Carlos Alvarado-Larroucau, Rosario - Buenos Aires, Argentine : Gog y Magog, 2012.

## Otras referencias
- Eric Pessan, François Bon, Arno Bertina, Il me sera difficile de venir te voir: correspondances littéraires sur les conséquences de la politique française d'immigration, Vent d’ailleurs, 2008.
- Eric Sarner, Un voyage en Algéries, Plon, 2012.
- Erik Orsenna, L’Avenir de l’eau, Petit précis de mondialisation n°2, Premio Joseph Kessel, París: Fayal, 2009.

- Datos: Q3470870